# Nódulo de Hensen
El Nódulo de Hensen o nódulo primitivo es la parte más anterior de la línea primitiva del embrión de pollo. Se forma a partir del epiblasto y las células de la capa media de la región anterior de la hoz de Koller. Tiene forma de embudo y las células pueden atravesarlo para llegar al blastocele. Esta estructura es análoga al labio dorsal del blastoporo en anfibios. (Gilbert, 2006).

## Funciones
- En el nódulo de Hensen se inicia la gastrulación.
- Las células del nódulo de Hensen se convierten en cordamesodermo.
- Las células de esta región pueden organizar otro eje embrionario cuando son trasplantadas a otros lugares de la gástrula.
- Está involucrado en la determinación del eje izquierda-derecha.
- Está involucrado con la formación del eje dorsal y la notocorda.
- Regula el ritmo de la somitogénesis.